# Anissa Khelfaoui

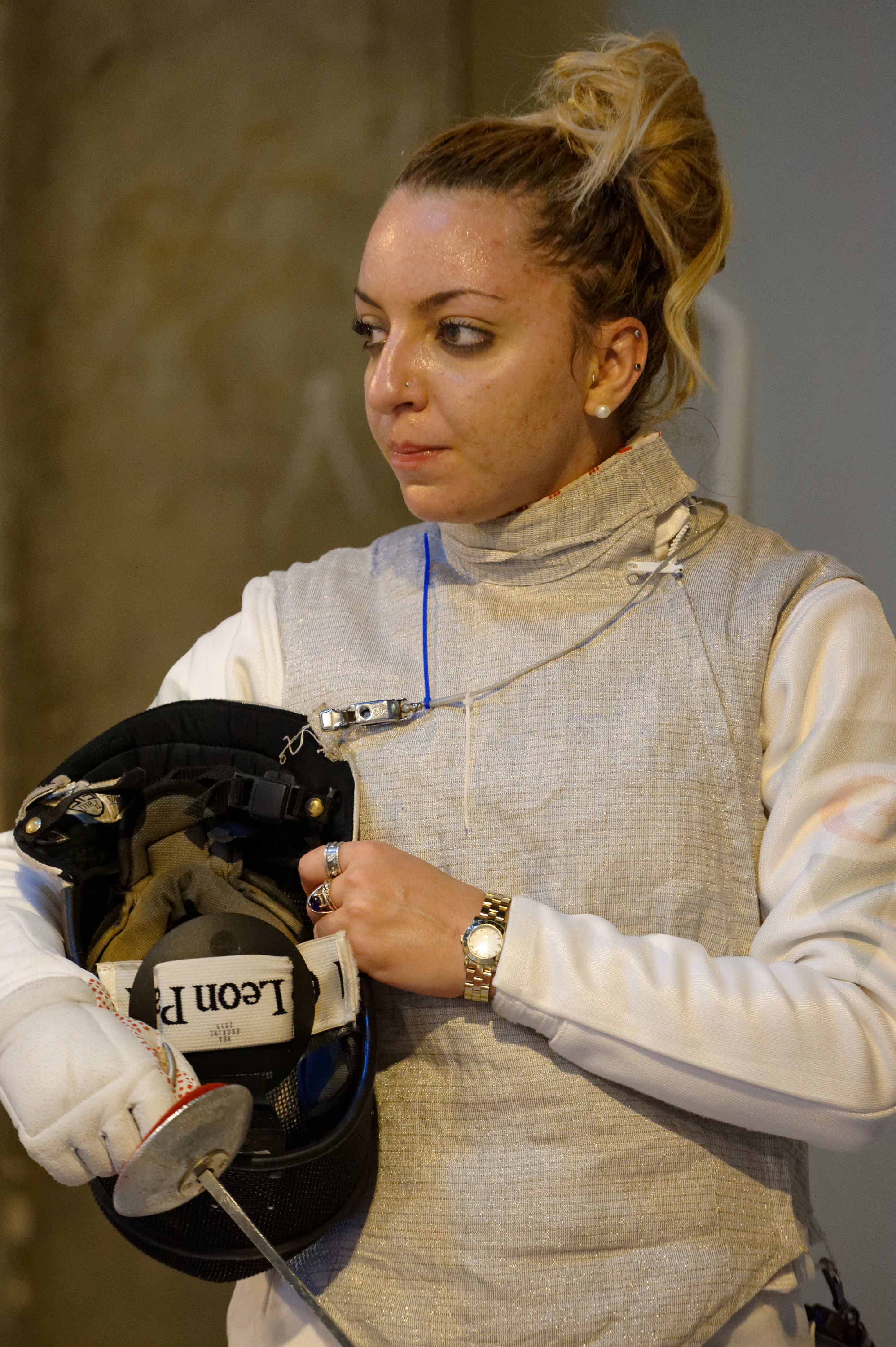
Anissa Khelfaoui năm 2015

Anissa Khelfaoui là một nữ kiếm sĩ người Algérie. Tại Thế vận hội Mùa hè 2012, cô thi đấu ở nội dung foil Nữ, bị đánh bại ở vòng 4-15.
Cô cũng đã tham gia Thế vận hội Mùa hè 2016 trong nội dung foil nữ, bị đánh bại trong vòng 6-15 đầu tiên.